# Чемпионат СССР по лёгкой атлетике в помещении 1972
Чемпионат СССР по лёгкой атлетике в помещении 1972 года прошёл 24—27 февраля в Москве на зимнем стадионе «Спартак». На протяжении 4 дней был разыгран 21 комплект медалей.
Лучшие результаты чемпионата показали Виктор Санеев в тройном прыжке (16,94 м), Надежда Чижова в женском толкании ядра (18,47 м), а также прыгуны в высоту Юри Тармак и Кестутис Шапка (2,20 м).
Анатолий Мошиашвили установил всесоюзное достижение в беге на 60 метров с барьерами — 7,6.

## Командное первенство
| Место | Команда          |
| ----- | ---------------- |
| 1     | «Динамо»         |
| 2     | Вооружённые Силы |
| 3     | «Буревестник»    |

## Медалисты

### Мужчины
| Дисциплина        | Золото                                          | Золото  | Серебро                                            | Серебро | Бронза                                        | Бронза  |
| ----------------- | ----------------------------------------------- | ------- | -------------------------------------------------- | ------- | --------------------------------------------- | ------- |
| 60 м              | Александр Корнелюк Динамо Москва                | 6,5     | Юрий Силов Сборная сельских ДСО Рига               | 6,7     | Александр Евтюхов Динамо Минск                | 6,8     |
| 100 м             | Владимир Ловецкий Трудовые резервы Минск        | 10,5    | Хаджи Рахманов Локомотив Ашхабад                   | 10,5    | Александр Багаев Вооружённые Силы Новосибирск | 10,6    |
| 600 м             | Станислав Мещерских Вооружённые Силы Свердловск | 1.19,7  | Владимир Пономарёв Вооружённые Силы Ростов-на-Дону | 1.19,9  | Владимир Дацюк Спартак Харьков                | 1.20,1  |
| 1500 м            | Олег Райко Вооружённые Силы Ленинград           | 3.48,2  | Виктор Семяшкин Вооружённые Силы Ленинград         | 3.48,2  | Вячеслав Кулаков Динамо Москва                | 3.48,4  |
| 3000 м            | Юрис Грустыньш Динамо Рига                      | 8.04,2  | Виктор Черняев Буревестник Москва                  | 8.04,6  | Владимир Афонин Вооружённые Силы Москва       | 8.04,8  |
| 60 м с барьерами  | Анатолий Мошиашвили Динамо Тбилиси              | 7,6     | Александр Морозов Спартак Москва                   | 7,7     | Александр Синицын Зенит Киев                  | 7,7     |
| 110 м с барьерами | Виктор Мясников Динамо Минск                    | 13,8    | Борис Пищулин Локомотив Ленинград                  | 13,9    | Виктор Балихин Вооружённые Силы Минск         | 14,0    |
| Прыжок в высоту   | Юри Тармак Динамо Ленинград                     | 2,20 м  | Кестутис Шапка Динамо Вильнюс                      | 2,20 м  | Валентин Гаврилов Динамо Минск                | 2,17 м  |
| Прыжок с шестом   | Евгений Тананика Спартак Харьков                | 5,20 м  | Геннадий Гусев Буревестник Львов                   | 5,10 м  | Янис Лаурис Динамо Рига                       | 5,10 м  |
| Прыжок в длину    | Тыну Лепик Калев Таллин                         | 7,72 м  | Владимир Скибенко Спартак Ростов-на-Дону           | 7,58 м  | Валерий Верескун Вооружённые Силы Севастополь | 7,54 м  |
| Тройной прыжок    | Виктор Санеев Динамо Сухуми                     | 16,94 м | Михаил Барибан Динамо Краснодар                    | 16,68 м | Геннадий Савлевич Динамо Львов                | 16,43 м |
| Толкание ядра     | Валерий Войкин Буревестник Ленинград            | 19,42 м | Александр Барышников Динамо Ленинград              | 19,28 м | Римантас Плунге Динамо Каунас                 | 18,26 м |

### Женщины
| Дисциплина        | Золото                                       | Золото  | Серебро                                    | Серебро | Бронза                                  | Бронза  |
| ----------------- | -------------------------------------------- | ------- | ------------------------------------------ | ------- | --------------------------------------- | ------- |
| 60 м              | Надежда Бесфамильная Вооружённые Силы Москва | 7,4     | Марина Сидорова Буревестник Ленинград      | 7,5     | Галина Бухарина Вооружённые Силы Москва | 7,5     |
| 100 м             | Галина Митрохина Динамо Москва               | 11,8    | Валентина Петина Динамо Львов              | 11,9    | Наталья Чистякова Буревестник Москва    | 11,9    |
| 600 м             | Надежда Колесникова Динамо Москва            | 1.30,3  | Ниёле Сабайте Сборная сельских ДСО Вильнюс | 1.30,6  | Сармите Штула Вооружённые Силы Рига     | 1.32,4  |
| 1500 м            | Тамара Пангелова Вооружённые Силы Киев       | 4.18,7  | Татьяна Казанкина Буревестник Ленинград    | 4.20,2  | Ольга Двирна Спартак Иваново            | 4.23,2  |
| 60 м с барьерами  | Любовь Кононова Вооружённые Силы Алма-Ата    | 8,3     | Татьяна Антарян Буревестник Алма-Ата       | 8,4     | Людмила Иевлева Спартак Тбилиси         | 8,5     |
| 100 м с барьерами | Вера Ткаченко Трудовые резервы Караганда     | 13,9    | Татьяна Антарян Буревестник Алма-Ата       | 14,0    | Евгения Фролова Алга Фрунзе             | 14,1    |
| Прыжок в высоту   | Валентина Чулкова Вооружённые Силы Ташкент   | 1,80 м  | Галина Филатова Динамо Ярославль           | 1,80 м  | Валентина Авилова Динамо Одесса         | 1,77 м  |
| Прыжок в длину    | Надежда Барибан Динамо Краснодар             | 6,17 м  | Хелена Ринга Даугава Рига                  | 6,16 м  | Нина Патькова Локомотив Ленинград       | 6,10 м  |
| Толкание ядра     | Надежда Чижова Спартак Ленинград             | 18,47 м | Галина Некрасова Спартак Москва            | 18,14 м | Антонина Иванова Зенит Москва           | 17,66 м |